# 曹景豪
曹景豪（1991年2月17日—）歌手。畢業於
銘傳大學新聞學系。16歲參加《超級星光大道》第三季晉級30強淘汰，18歲獲得第二屆FENDER全國熱音大賽高中組冠軍，2015年參加《中国好声音》第四季，盲選獲得庾澄慶、那英轉身，最終選擇哈林戰隊，之後加入南拳媽媽，成為南拳媽媽第四代成員。

## 經歷

### 音樂作品
```
 2016年5月專輯《拳新出擊》
 2017年12月單曲《奇蹟》
```

### 演出經歷
```
 第四屆《中國好聲音》— 哈林組前12強 
 東南衛視《新生有範》— 擔任導師
 雲圖樂團Cloud Atlas主唱
 臺灣公視《音樂創世紀》
```